# Riksväg 37
Der Riksväg 37 ist eine schwedische Fernverkehrsstraße in Kronobergs län und Kalmar län.

## Verlauf
Die Straße führt von Växjö vom Riksväg 27 ausgehend zunächst gemeinsam mit dem Riksväg 23 nach Åseda und kreuzt dabei den Riksväg 31. Westlich von Åseda trennt sie sich vom Riksväg 23 und führt in östlicher Richtung weiter nach Högsby. Von dort aus verläuft sie gemeinsam mit dem Riksväg 34 weiter nach Bockara und von dort zusammen mit dem Riksväg 47 nach der Hafenstadt Oskarshamn am Kalmarsund, in der sie am Europaväg 22 endet.
Die Länge der Straße beträgt rund 132 km; hiervon entfallen allerdings 97 km auf gemeinsame Führung mit anderen Reichsstraßen.

## Geschichte
Die Straße trägt ihre derzeitige Nummer seit dem Jahr 2007.